# Qinzwissi-Kloster

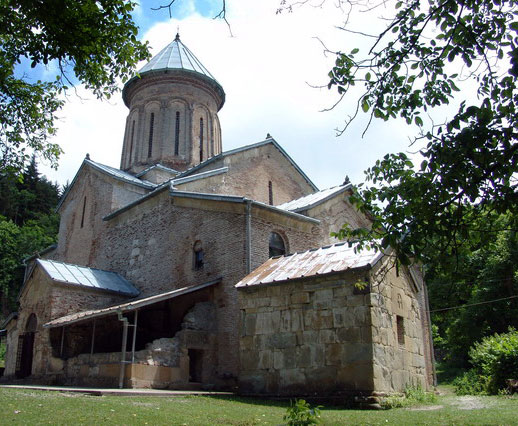
Die Hauptkirche, die Sankt-Nikolaus-Kuppelkirche

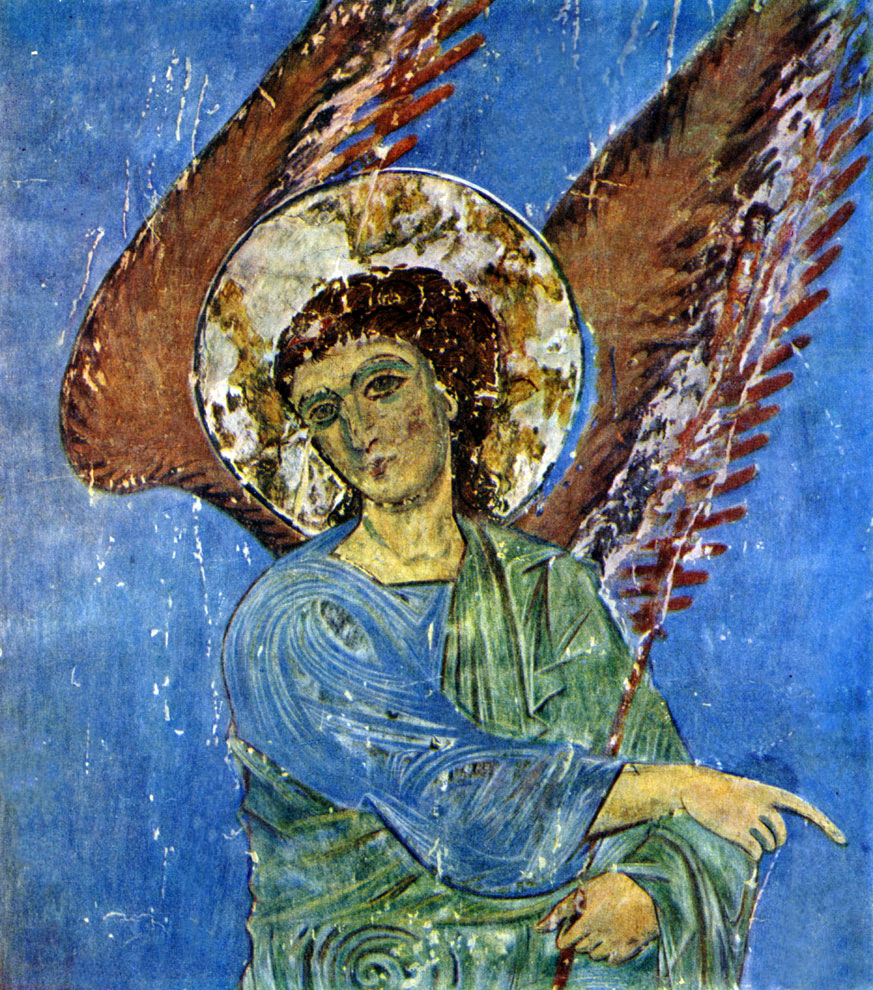
Darstellung des so genannten „Qinzwissier Engels“

Das Qinzwissi-Kloster, auch Kinzwissi (georgisch ყინწვისის მონასტერი; qʼɪnt͡sʼvɪsɪs mɔnɑstʼɛrɪ), ist ein georgisch-orthodoxes, mittelalterliches Kloster in der georgischen Region Innerkartlien, in der Munizipalität Kareli. Es ist rund 10 Kilometer vom gleichnamigen Dorf Qinzwissi entfernt. Unter dem Gebäude des Klosters gibt es eine große Sankt-Nikolaus-Kuppelkirche (die Hauptkirche), die noch heute fast unversehrt vorhanden ist. Sie stammt aus dem 13. Jahrhundert.
Die Kuppelkirche von Qinzwissi ähnelt der Hauptkirche des georgischen Klosters Timotessubani und ist aus Ziegelstein gebaut. Der Plan der Kirche hat einen Grundriss mit Kreuz-in-Quadrat und einer Apsis in der Ostseite. Die Kirche hat eine hohe Kuppel mit zwölf Fenstern. Die Kirche hat drei Eingangstüren an der nördlichen, westlichen und südlichen Seite. Die Wände sind im Innenraum mit Freskomalerei geschmückt. Ganz bekannt ist die Fresko-Darstellung vom so genannten „Qinzwissier Engel“ (georgisch ყინწყვისის ანგელოზი). An der nördlichen Wand befinden sich auch die Darstellungen von König Giorgi III., der Königin Tamar und ihrem Sohn Giorgi IV. Lascha.
Im Komplex des Klosters befinden sich auch die Ruine der Marienkirche aus dem 13. Jahrhundert, noch eine mittelalterliche kleinere Kirche und andere klösterliche Gebäude.